# Psychotria schomburgkii
Psychotria schomburgkii là một loài thực vật có hoa trong họ Thiến thảo. Loài này được Benth. miêu tả khoa học đầu tiên năm 1841.